# Termas do Carapacho

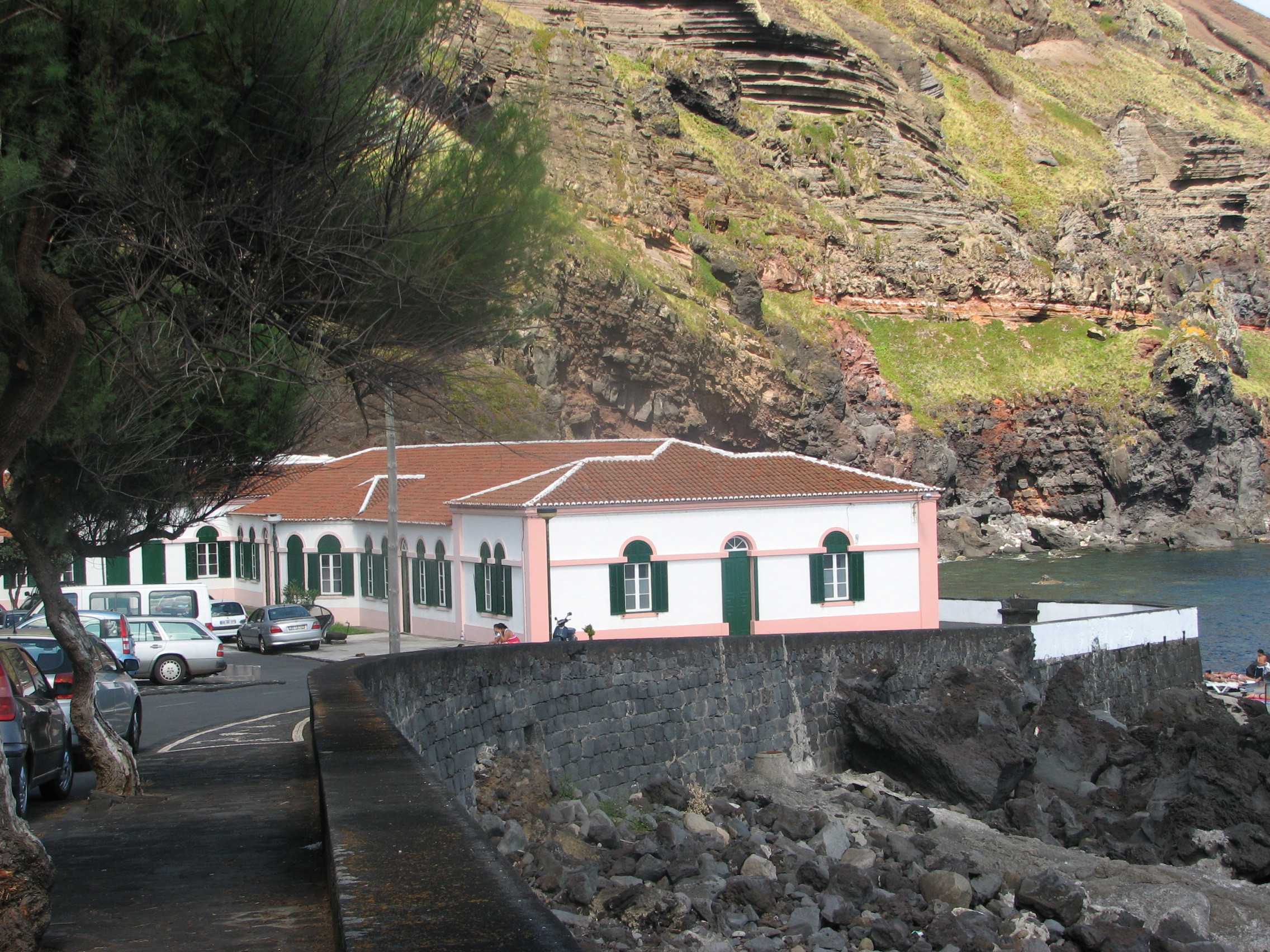
Termas do Carapacho, ilha Graciosa.

As Termas do Carapacho localizam-se no lugar do Carapacho, na freguesia da Luz, na ilha Graciosa, nos Açores. Enquadradas numa zona balnear, com piscina natural, as termas são muito concorridas por pessoas que buscam os múltiplos benefícios das suas águas quentes.
Esta estância termal encontra-se junto ao mar, no sopé da elevação vulcânica de maior altitude da ilha que culmina na Caldeira da Graciosa, onde se encontra outro dos pontos turisticos mais procuradas da ilha: a Furna do Enxofre.
Com origem no aquífero subjacente à Furna do Enxofre, as suas águas são cloretadas, sódicas, sulfatadas, cálcicas, hipersalinas, cloretada sódica bicarbonatada muito rica em sais de magnésio e com um PH de 7,2. Emergem a uma temperatura de cerca de 40°C.
A sua utilização terapêutica remonta pelo menos à década de 1750 na profilaxia de doenças reumáticas, de pele, do fígado e de colites, sendo a forma de tratamento mais usual os banhos de imersão.
O edifício oitocentista de estilo clássico, foi completamente renovado em 2010, acrescentando serviços de Spa às terapêuticas medicinais. Atualmente encontra-se equipado com 16 cabinas para banhos de imersão individual e um consultório médico especializado na área. A presença médica especializada deve-se à colaboração do Instituto Português de Reumatologia e da Direção Regional de Turismo.
A época termal estende-se entre o dia 1 de maio e o dia 30 de setembro de cada ano.
Junto às termas, que funcionam num edifício construído pela Junta Geral do antigo Distrito Autónomo de Angra do Heroísmo entre 1947 e 1951, no lado do mar existe uma piscina natural, muito procurada na época balnear.

## Galeria

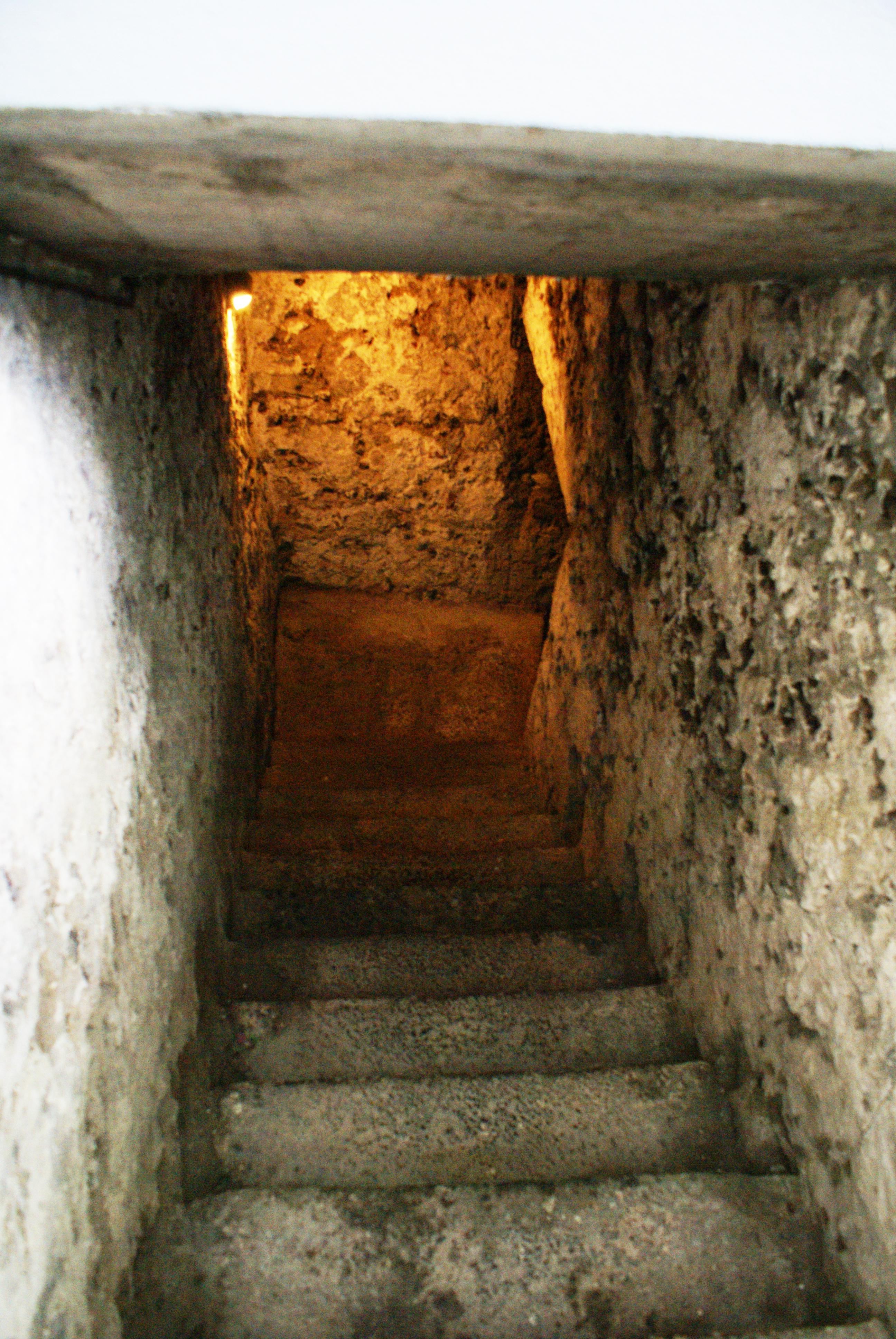
Descida à fonte termal.
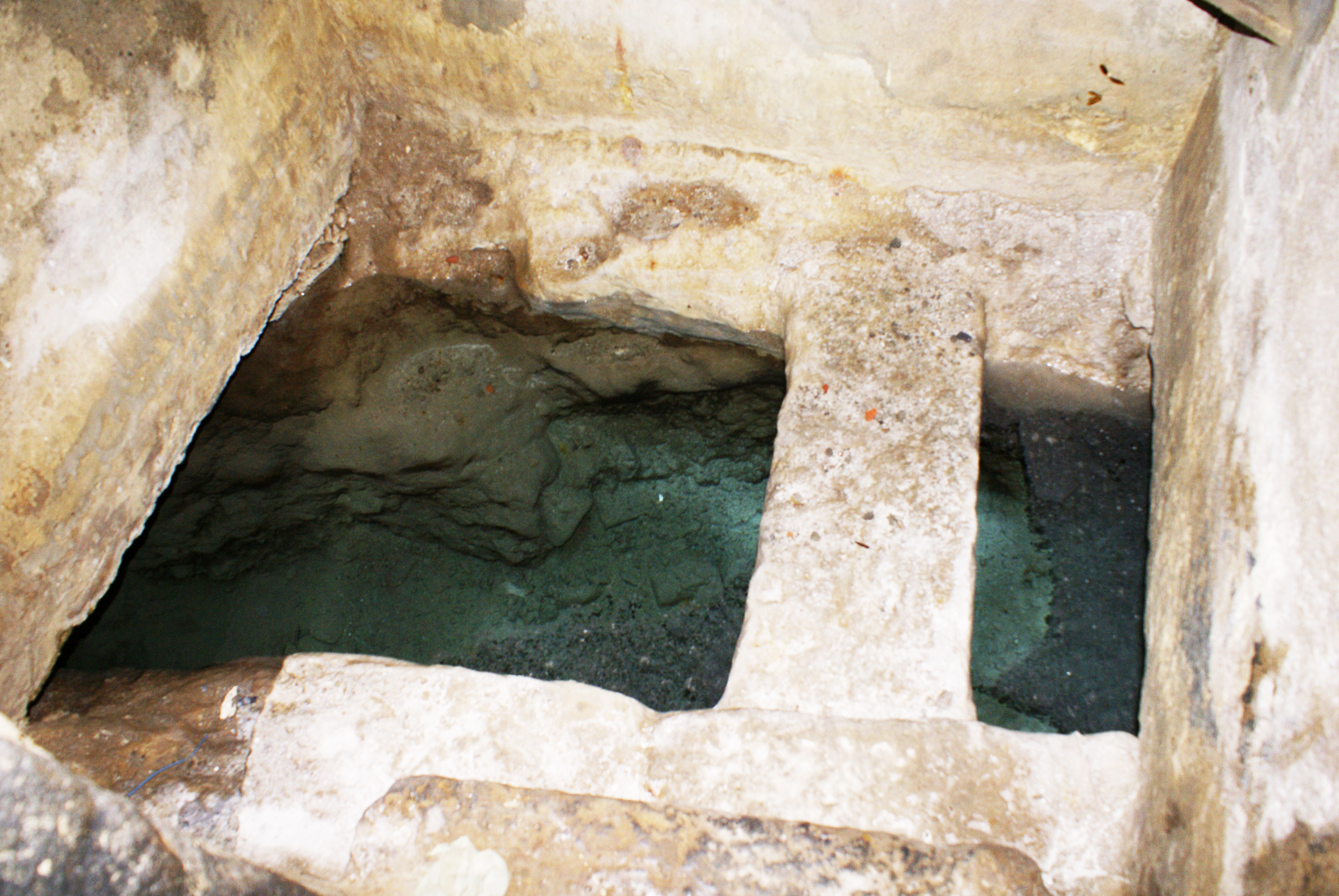
Fonte de água termal.
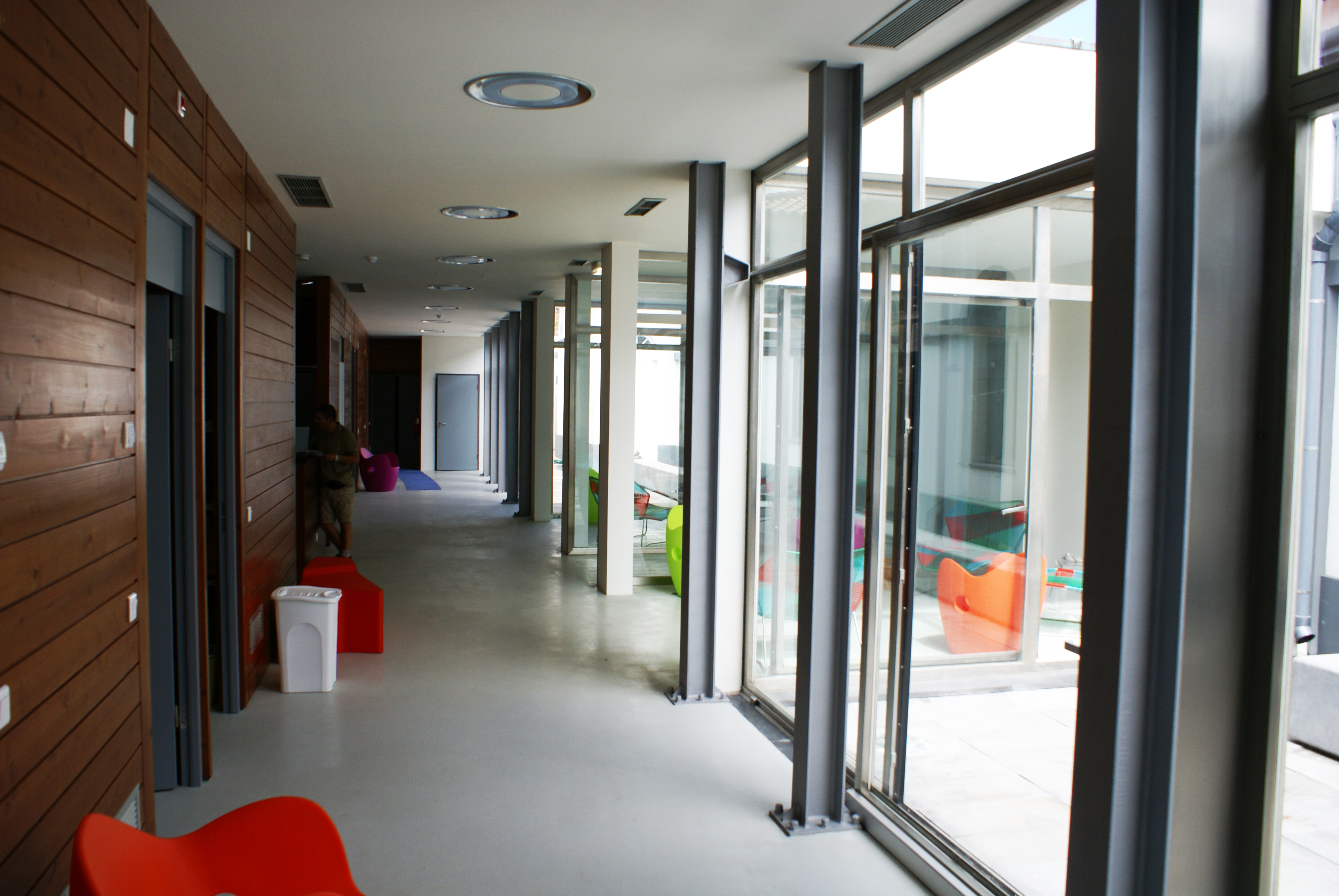
Aspeto das instalações.
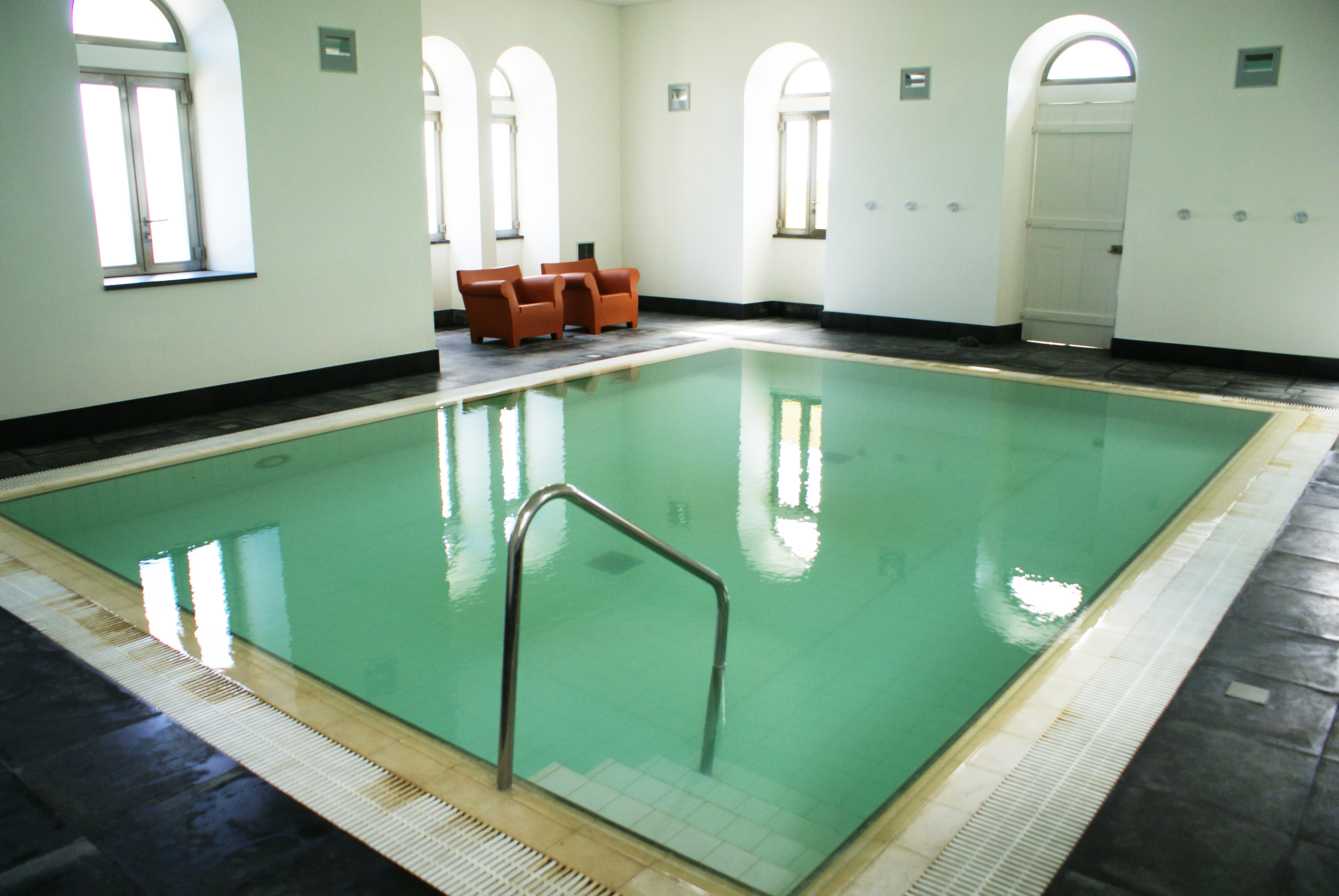
Aspeto da piscina.